# Langelurillus manifestus
Langelurillus manifestus – gatunek pająka z rodziny skakunowatych.
Gatunek ten opisany został w 2000 roku przez Wandę Wesołowską i Anthony’ego Russella-Smitha na podstawie okazów odłowionych w Mkomazi Game Reserve.
Karapaks u samca ma długość od 2,3 do 2,5 mm, barwę ciemnobrązową z czarną okolicą oczną i porośnięty jest bardzo krótkimi, szarymi włoskami. U samicy karapaks ma długość od 2,1 do 2,3 mm, barwę brązową z dwoma jaśniejszymi plamami w części tułowiowej oraz krótkie, szare i płowe włoski w okolicy ocznej. Warga dolna i szczęki żółte lub pomarańczowe. Sternum samicy również żółte lub pomarańczowe, samca jasnobrązowe. Opistosoma u samca, długości od 2 do 2,2 mm, z wierzchu żółtawopomarańczowa z płowym pasem środkowym i czterema kropkami rozmieszczonymi na planie trapezu, od spodu jasnożółtawa. Opistosoma u samicy bulwiasta, długości od 2 do 2,1 mm, z wierzchu płowa, brązowo owłosiona, od spodu jasna. Odnóża samca jasnobrązowe z ciemniejszymi bokami ud, samicy zaś brązowawe, ciemniej obrączkowane, z prawie białymi biodrami i udami. Nogogłaszczki samca z silnie wypukłym bulbusem i trzema apofizami na goleniach.
Pająk afrotropikalny, znany tylko z Tanzanii.